# Ana Maria Sandu
Ana Maria Sandu (Zsilvásárhely, 1974. december 22. –) román újságíró és író.

## Élete
Egyetemi tanulmányait a Bukaresti Egyetemen végezte, itt szerzett mesterfokozatot kortárs irodalomból. A Litere („Irodalom”) nevű művészeti csoportosulás tagja volt, amelyet Mircea Cărtărescu vezetett.

## Munkássága
Esszéket és cikkeket írt a Dilema, a Vineri, az Observator cultural, a Re:Publik, az aLtitudini és a Cosmopolitan című lapokba. Jelenleg a Re:Publik filmes, zenei és városi kultúrával foglalkozó folyóirat szerkesztője. 2003-ban Din amintirile unui Chelbasan („Tojásfej emlékei”) címmel verseskötete jelent meg a Paralela 45 kiadónál, amelyben gyerekkori traumáját dolgozza fel: kislányként betetvesedett, és kopaszra nyírták a haját, ezért a többiek Tojásfejnek csúfolták. A könyvet a România literară című folyóirat elsőkönyves díjára, valamint a Romániai Írószövetség (ASPRO) kísérleti költészeti díjára is jelölték.
2006-ban jelentette meg első regényét a Polirom kiadónál Fata din casa vagon („Lány a vagonházból”) címmel, amellyel 2007 áprilisában részt vett a budapesti Európai Elsőkönyvesek Fesztiválján. A regény az 1970-es évek közepének ceaușescui Romániájában játszódik, és egy szerelmi történet három lehetséges változatát adja. A regény kulcskérdése, hogy a kamasz Ileana megtartsa-e a vele hasonkorú Stefantól fogant gyermekét.

## Magyarul
- Ölj meg! Regény; ford. Koszta Gabriella; Vince, Bp., 2018 (Living bridges)

## Fordítás
- Ez a szócikk részben vagy egészben  az   Ana Maria Sandu című román Wikipédia-szócikk fordításán alapul.  Az eredeti cikk szerkesztőit annak laptörténete sorolja fel. Ez a jelzés csupán a megfogalmazás eredetét és a szerzői jogokat jelzi, nem szolgál a cikkben szereplő információk forrásmegjelöléseként.